# 御殿まり

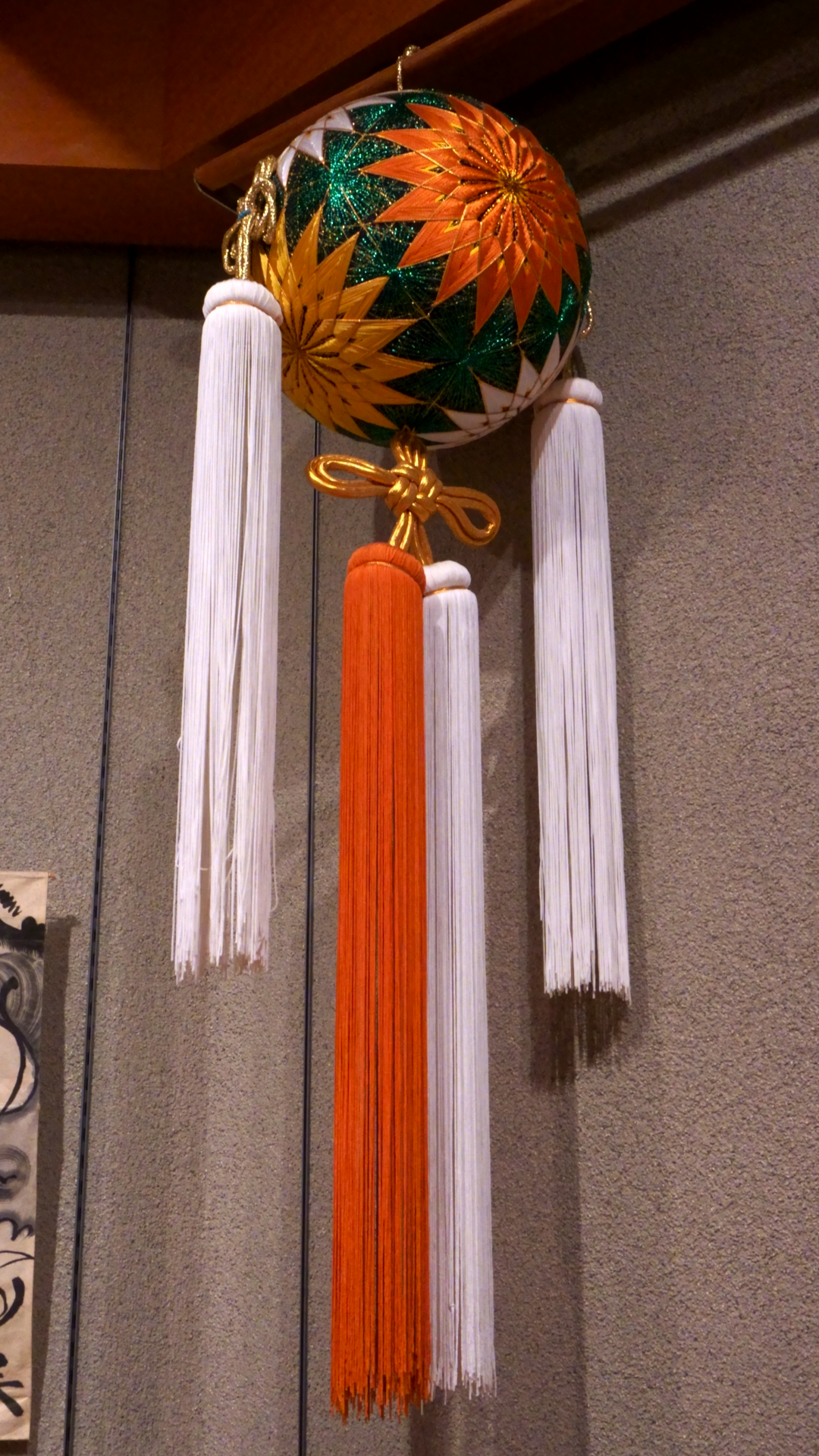
御殿まり

御殿まり（ごてんまり）とは郷土玩具、民芸品の一種。
絹糸で模様をかがった手まりに吊りひも、房飾りなどをつけて飾り物に仕立てたもので主に山形県鶴岡市、秋田県由利本荘市などで作られる。
江戸時代初期に本荘城の城主だった楯岡満茂の御殿女中が遊戯用に作ったのが始まりだとされている。
大きさは直径8cm～30cm程度まで様々。模様は幾何学模様や、梅、菊、麻などの花や植物の文様がある。